# Uremia

Ureia

Uremia significa elevação de ureia no sangue. A ureia sempre está elevada na insuficiência renal, mas não é um marcador confiável de função renal, pois sua elevação depende muito da alimentação e do estado de hidratação do paciente.

## Causas
A uremia surge quando há comprometimento da capacidade do sistema renal de depurar o sangue dos produtos nitrogenados (ureia e creatinina) resultantes do metabolismo proteico, que uma vez elevados no sangue resultam num estado de náuseas, mal-estar,  vômitos, fraqueza, cefaleia, distúrbio de coagulação, torpor e até coma. Na verdade uremia é uma síndrome, um conjunto de alterações nos diversos sistemas .
Esta doença foi a causa provável da morte da princesa Isabel do Brasil, rainha Maria Amélia, do poeta Lord Byron, do cabalista Stanislas de Guaita, do empresário Francisco Matarazzo, das atrizes Jean Harlow e Sarah Bernhardt, da industrial  Beatriz III e de Emílio de Menezes,  um dos mais importantes poetas satíricos brasileiros.
Com uma falha renal, o nível de ureia no sangue pode também incrementar-se por:
- incremento da produção de ureia no fígado, devido a:
  - dieta alta proteica
  - Fumar- nicotina faz mal aos pulmões e aos rins, o figado fica com dioxido de carbono e fica infectado
  - degradação incrementada de proteína breakdown (cirurgias, infecções, traumas, cânceres)
  - hemorragias gastrointestinais
  - drogas (e.g. tetraciclinas,  corticosteroides)
- diminuição da eliminação de ureia, devido a:
  - descenso do fluxo sanguíneo pelo rim (e.g. hipotensão, falha cardíaca)
  - Obstrução do fluxo de urina
  - Desidratação

## Surgimento dessa doença
Surgimento da doença: essa doença aparece em pacientes em menor proporção após sofrer traumas renais causados por: torturas, agressões, lesões, acidentes automobilísticos, motociclísticos, pode ocasionar infarto, diabetes, problemas de visão, coronariopatia, e demais doenças relacionadas e agravamento.